# Jan van Doerne (16e eeuw)
Jan van Doerne (vóór 1508 - 1606) was een Nederlands bestuurder uit het geslacht Van Doerne.
Jan van Doerne werd geboren als zoon van Everard van Doerne, een edelman en bewoner van het Groot Kasteel te Deurne en Margaretha van Vladeracken. Hij volgde in 1545 zijn broer Hendrick van Doerne op als heer van Deurne en in 1547 zijn broer Everard als heer van Bakel. Beide functies vervulde hij tot het begin van de 17e eeuw, toen hij als hoogbejaarde overleed. Hij woonde destijds op het Groot Kasteel.
Van Doerne is vermoedelijk verantwoordelijk voor de bouw van een vierkante toren tegen de noordzijde van het Groot Kasteel. De resterende muren van deze toren herbergen momenteel de toiletgelegenheid van jongerensociëteit Walhalla.
Jan van Doerne was gehuwd met Josina van Erp. Hij overleefde zijn enige dochter Margaretha, en daarom volgde zijn kleinzoon Wolfaart Evert van Wittenhorst hem in 1606 op als heer van Deurne. Daarmee verdween de heerlijkheid voor de tweede maal, en nu definitief, uit handen van het geslacht Van Doerne.